# Sprintshift
Sprintshift er et varemærke for en automatiseret gearkasse fra Mercedes-Benz, som fortrinsvis er monteret i varebiler og minibusser af typen Mercedes-Benz Sprinter, hvor den blev introduceret samtidig med faceliftet i 2000. Den forener et automatgears betjeningsmåde og komfort med en manuel gearkasses teknik og funktionsmåde. Derfor betegnes den også automatiseret manuel gearkasse.
Gearkassen er baseret på en konventionel, usynkroniseret sekstrins manuel gearkasse med enpladet tørkobling, hvor elektronikken dog styrer samtlige gearskifte- og koblingsprocesser. Føreren har to køreprogrammer til rådighed: I fuldautomatisk modus vælger gearkassen − ligesom i en bil med automatgear − gear automatisk afhængigt af motorens omdrejningstal, bilens hastighed, speederbevægelserne samt en række yderligere forhold. Dog kan føreren til enhver tid ved at bevæge gearvælgeren frem eller tilbage vælge gear manuelt og skifte gear næsten ligesom i en bil med almindelig manuel gearkasse.
I stedet for en H-kulisse har gearvælgeren en manuel og en automatisk kulisse, og bilen har ingen koblingspedal. Fra udgangspositionen (midterpositionen) har gearvælgeren to stabile og to fjederbelastede stillinger. I manuel modus bevæges gearvælgeren frem eller tilbage for at vælge henholdsvis et lavere (-) eller et højere (+) gear. Efter at gearskiftet er overstået flytter gearvælgeren sig selv tilbage til midterpositionen. Det i øjeblikket valgte gear hhv. automatikmodus (A) vises på et display i kombiinstrumentet. Under kørslen kan der til enhver tid skiftes mellem de to modusser. Ved at bevæge gearvælgeren mod venstre skifter gearkassen til den automatiske modus, hvor gearene dog fortsat kan vælges manuelt ved at bevæge gearvælgeren. Frigear og bakgear har deres egne positioner, hvor gearvælgeren bliver i den pågældende position indtil føreren flytter den igen.
I manuel modus åbner elektronikken koblingen, når motoren kører med for lavt omdrejningstal og vælger automatisk et lavere gear. Ligeledes tillader elektronikken kun gearskift indenfor et bestemt omdrejningsområde for at forebygge overdrejning og dermed beskadigelse af motoren.
Ved igangsætning på stigninger udløses driftsbremsen først efter en kortvarig forsinkelse, for at forebygge at bilen ruller baglæns.
Under kørslen skifter elektronikken som følge af manglende vejgenkendelse gear tiere, end føreren selv vil have gjort i manuel modus eller i en bil med manuelt gear. Før et stigning vil føreren normalt have skiftet til et lavere gear ved højere omdrejningstal, hvorimod automatikken vælger først et højere og derefter igen et lavere gear. Som følge af de hyppigere gearskift bliver motoren dog i længere tid i det forbrugsoptimerede ("grønne") område, hvilket reducerer brændstofforbruget. Sprintshift-gearkassen udnytter under stærk acceleration den såkaldte "Kick Down"-effekt, hvilket øger drejningsmomentet ved kortvarigt at vælge et lavere gear.
Til mellemtunge og tunge erhvervskøretøjer tilbyder Mercedes-Benz forskellige elektropneumatiske gearkasser, som i deres funktionsmåde minder om Sprintshift. Sådanne automatiserede manuelle gearkasser er i dag almindelige i næsten alle europæiske lastbiler, mens de i personbilssegmentet kun spiller en birolle. Dog findes personbilerne med klassiske automatgearkasser, som dog også tillader manuelle gearskift.
I 2012 blev Sprintshift-gearkassen taget af programmet. Volkswagen Erhvervsbiler tilbyder til den med Sprinter identiske model Crafter en identisk gearkasse under navnet Shiftmatic (SMC), som dog fortsat fremstilles af Mercedes-Benz.